# Retrodisea
Retrodisea es el álbum debut de Oke con el sello Macromusicshow  , este conceptual trabajo fusiona el soul y r&b de corte retro con arreglos pop, conformando una propuesta innovadora y de calidad hasta ahora nunca vista en España. Es un disco bilingüe con 11 tracks escritos y compuestos por Oke y Erik Nilsson. Desde su puesta a la venta en formato digital, Retrodisea ha formado parte de la lista de los discos más vendidos en el portal Itunes, alcanzando incluso el «top ten» en el puesto nº 6. Los sencillos extraídos hasta la fecha son Cuentos de Finales Tristes, Como el Aire y en enero de 2010 se pone a la venta el EP con remixes del tercer sencillo que da nombre al disco Retrodisea

## Canciones
1. . Retrodisea (3:51).
2. Quita la Radio (4:25).
3. I Can Be Your Friend Too (3:32).
4. Como el Aire (3:45).
5. Unsaid (3:46).
6. Cuentos de Finales Tristes (4:15).
7. Somebody (3:19).
8. Tendré que Perdonarte (4:57).
9. Foxy (3:34).
10. Faster (3:06).
11. The Other Side (4:10).